# Deutsches Notarinstitut
Das Deutsche Notarinstitut (DNotI) ist eine wissenschaftliche Einrichtung der Bundesnotarkammer. Es hat seinen Sitz in Würzburg.

## Aufgaben
Das DNotI ist eine Einrichtung zur Qualitätssicherung des Notariats in Deutschland. Es erbringt wissenschaftliche Beratungsleistungen an Notare aus dem gesamten Bundesgebiet. Jeder Notar ist berechtigt, Anfragen an das Institut zu richten. Das DNotI unterstützt außerdem die an ihm beteiligten Notarkammern und die Bundesnotarkammer (§ 17 Abs. 2 S. 1 Satzung Bundesnotarkammer).
Das DNotI berät zu notarspezifischen Fragen des Bürgerlichen Rechts, des Rechts der Freiwilligen Gerichtsbarkeit, des Handels-, Gesellschafts- und Steuerrechts, des internationalen und ausländischen Privatrechts sowie des Rechts der Wiedervereinigung. Ausgenommen sind das Berufs- und Kostenrecht. Die Beratung erfolgt hauptsächlich durch die Erstellung praxisbezogener und wissenschaftlich fundierter Gutachten.
Das Institut gibt den DNotI-Report, eine zweimal monatlich erscheinende Informationsschrift, heraus. Im DNotI-Report werden Gutachten des Instituts, kommentierte Rechtsprechung und Hinweise auf neue Gesetzgebungsverfahren veröffentlicht.
Das DNotI unterhält die Internet-Datenbank „DNotI Online Plus“. Diese enthält ca. 15.000 Gutachten, 19.000 Dokumente zur Rechtsprechung und mehr als 4.300 Aufsätze aus Notarzeitschriften (Stand: Dezember 2022).
Pro Jahr werden ca. 8.000 Gutachtenanfragen gestellt.

## Referate
Das DNotI ist in fünf Referate unterteilt:
- Referat I: Allgemeines Referat (Immobilienrecht)
- Referat II: Handels-, Gesellschafts- und Steuerrecht
- Referat III: Referat für Internationales und Ausländisches Privatrecht
- Referat IV: Wiedervereinigungsrecht
- Referat V: Erb- und Familienrecht

Im DNotI sind neben festangestellten Rechtsanwälten auch regelmäßig Notarassessoren für eine begrenzte Zeit tätig.

## Geschichte
Das DNotI wurde 1993 in Würzburg gegründet. Seit 1997 sind alle 21 Notarkammern Deutschlands am DNotI beteiligt.
Die Leitung des Instituts obliegt einem Geschäftsführer. Bisherige Geschäftsführer waren Peter Limmer (1993–2001), Christian Hertel (2001–2009), Sebastian Herrler (2009–2014), Johannes Weber (2014–2019) und Julius Forschner (2019–2022). Derzeitiger Geschäftsführer ist Andreas Bernert (seit 2022).

## Weblink
- Internetseite des Deutschen Notarinstituts